# Лепешко Надія Михайлівна
Надія Лепешко (біл. Надзея Ляпешка, раніше Попок, біл. Папок, 26 квітня 1989) — білоруська веслувальниця, олімпійська медалістка, призерка чемпіонатів світу, чемпіонка Європи. 

## Виступи на Олімпіадах
| Олімпіада           | Дисципліна                    | Місце |
| ------------------- | ----------------------------- | ----- |
| Лондон 2012         | байдарка-четвірка, 500 метрів | 3     |
| Ріо-де-Жанейро 2016 | байдарка-двійка, 500 метрів   | 6     |
| Ріо-де-Жанейро 2016 | байдарка-четвірка, 500 метрів | 3     |
| Токіо 2020          | байдарка-четвірка, 500 метрів | 2     |

## Зовнішні посилання
- Досьє на sport.references.com [Архівовано 2 жовтня 2016 у Wayback Machine.]

1. ↑  http://www.bbc.co.uk/sport/olympics/2012/sports/canoe-sprint/events/womens-kayak-four-k4-500m
2. ↑  http://www.bbc.com/sport/olympics/2012/medals/athletes/4e32650b-4a5b-417d-b558-7fff994d3143
3. ↑  http://kazan2013.com/en/news_items?category=10017&page=4&sport=10018